# Молчановка (Приморский край)
Молча́новка — село в Партизанском районе Приморского края. Входит в состав Сергеевского сельского поселения.

## География
Село Молчановка стоит на левом берегу реки Партизанская, примерно в 16 км выше села Сергеевка.
Дорога к селу Молчановка идёт на север от административного центра сельского поселения Сергеевка, расстояние до неё около 15 км.
Расстояние до районного центра Владимиро-Александровское (на юг по автотрассе «Находка — Кавалерово») около 70 км.
В 6 км от села Молчановка (вверх по реке) находится перекрёсток, от него на север идёт дорога к посёлкам Романовский Ключ и Слинкино Партизанского района, а на северо-восток — в верховья реки Арсеньевка к посёлкам Весёлый и Скворцово Анучинского района.

## Население
| 1915 | 2002 | 2010 |
| ---- | ---- | ---- |
| 277  | ↗418 | ↘330 |

## Улицы
| - ул. Зелёная, - ул. Ключевая, - ул. Нижняя, | - ул. Нижняя, - пер. Поворотный, - ул. Центральная. |

## Экономика
Жители занимаются сельским хозяйством.